# 仙台陸軍飛行学校
仙台陸軍飛行学校（せんだいりくぐんひこうがっこう）は、日本陸軍の軍学校のひとつ。主として航空関係の予備役兵科将校となる甲種幹部候補生の教育と、航空関係の現役兵科将校となる学生の地上勤務者教育を行った。1938年（昭和13年）7月、航空通信、機上射撃、火器の取扱い等に関する教育と研究等を行う水戸陸軍飛行学校として開設され、1940年（昭和15年）8月に航空通信の教育と研究を他校へ移管し、1943年（昭和18年）9月、宮城県に移転し仙台陸軍飛行学校と改称した。1944年（昭和19年）5月、仙台陸軍飛行学校は甲種幹部候補生、少尉候補者等の教育を主とする学校となり、1945年（昭和20年）8月、太平洋戦争（大東亜戦争）の終結により閉校された。
学校本部および本校は水戸陸軍飛行学校時代は茨城県那珂郡（現在のひたちなか市）に、仙台陸軍飛行学校となってからは宮城県名取郡（現在の名取市東南部から岩沼市東北部）に置かれた。ここでは前身の水戸陸軍飛行学校についても述べる。

## 沿革

### 設立の経緯
1937年（昭和12年）6月、この年からの大規模な軍備6か年計画にともない、航空兵力を増強する「昭和十二年軍備改変要領」（軍令陸乙第10号）が発令された。改変要領では航空関係の教育も強化され、飛行教育隊、陸軍士官学校分校、東京陸軍航空学校が新設となった。東京陸軍航空学校は1933年（昭和8年）に定められた「航空兵科現役下士官ト為スベキ生徒」（のちの少年飛行兵、当初は「少年航空兵」と通称された）を大幅に増員するために、基礎教育を行う学校として設立されたものである。

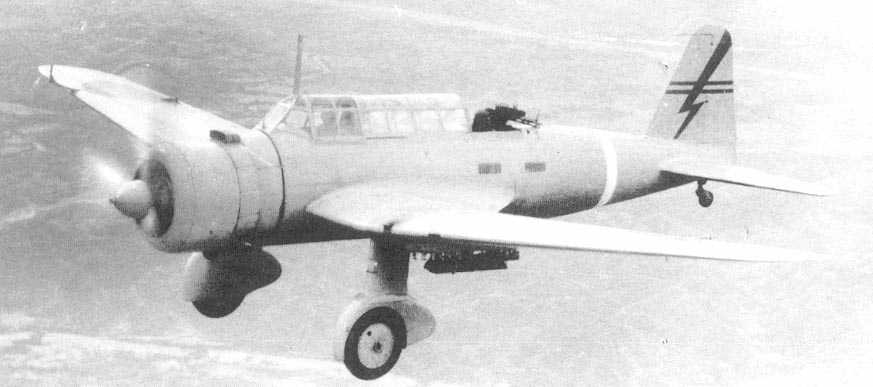
中央上部に旋回機関銃と射手が見える九七式軽爆撃機

東京陸軍航空学校で基礎教育を修了した生徒は、さらに操縦、技術（整備）、通信などの分科ごとに学校をわけて専門教育を受ける。操縦と技術については専門教育担当の学校がすでに存在していたが、通信と戦技に関しては既存の陸軍飛行学校が付加的に教育等を行うのみであり、大量増員された生徒数に対応するため「陸軍航空戦技学校」（仮称）の新設が計画された。この場合の戦技とは広義としての「戦闘に使われる技」全般を指す言葉ではなく、飛行機に装備された旋回機関銃の射撃や機上通信を意味するものである。「陸軍航空戦技学校」は将校学生50名、下士官学生25名、幹部候補生生徒100名、東京陸軍航空学校出身の生徒320名、あわせて約500名ほどを1年間に教育する計画で、水戸陸軍飛行学校として翌年設立される。

### 水戸陸軍飛行学校
1938年（昭和13年）7月、水戸陸軍飛行学校令（勅令第469号）の施行により水戸陸軍飛行学校が設立された。学校令の第1条で水戸陸軍飛行学校は「学生ニ航空関係ノ通信及火器ニ関スル学術ヲ修得セシメ」「通信、戦技、其ノ他ニ従事スル航空兵科現役下士官ト為スベキ生徒及下士官候補者ヲ教育シ」「通信、対空火器等ニ関スル調査、研究及試験ヲ行フ所」とされた。学校令第1条は前項にくわえて航空に関する地上勤務に従事する航空兵科幹部候補生を生徒として必要な教育を行うことも定めた。
それまで航空通信に関しては下志津陸軍飛行学校が、飛行機に搭載される火器の取扱いと対空射撃に関しては明野陸軍飛行学校が教育および研究等を担当していたものを、水戸陸軍飛行学校の設置によって移管したのである。学校の編制は陸軍航空本部長に隷属する校長のもと、幹事、本部、教育部、研究部、教育隊、材料廠、および学生である。教育部は学生（下士官学生を除く）の教育を担当し、教育隊には幹部候補生を含む生徒、下士官学生、下士官候補者が所属する。水戸校は当初千葉県千葉市の下志津陸軍飛行学校構内に設置された。
水戸陸軍飛行学校令により、同校の被教育者は次のとおり定められた（1938年7月時点）。
- 通信学生

通信に関する学術を修習する者。航空兵科尉官。
必要に応じ、他兵科（憲兵科を除く）尉官を通信学生とすることも可（学校令第2条）。
修学期間は約8か月。通常毎年1回入校。
- 火器学生

火器に関する学術を修習する者。航空兵科尉官。
必要に応じ、他兵科（憲兵科を除く）尉官を火器学生とすることも可（学校令第2条）。
修学期間は約5か月。通常毎年1回入校。
- 下士官学生

主として無線通信に関する学術を修習する者。航空兵科下士官。
必要に応じ、他兵科（憲兵科を除く）下士官を下士官学生とすることも可（学校令第2条）。
修学期間は約4か月。通常毎年1回入校。
- 通信生徒

無線通信に関する学術を修習する者。東京陸軍航空学校卒業者。
修学期間は約2年。通常毎年2回入校。
- 特種生徒

戦技その他に関する学術を修習する者。熊谷陸軍飛行学校令第27条の規定に該当する者。
修学期間は約9か月。通常毎年2回入校。
- 幹部候補生（幹部候補生生徒）

地上勤務に関する学術を修習する者。航空兵科幹部候補生。
修学期間は甲種幹部候補生約1年、乙種幹部候補生約6か月。通常毎年1回入校。
- 下士官候補者

戦技その他に関する学術を修習する者。各隊より分遣する航空兵科の兵。
修学期間は約1年。通常毎年2回入校。
- その他

臨時に各兵科（憲兵科を除く）将校以下を召集し、必要な教育を行うことも可（学校令第5条）。
特種生徒の「熊谷陸軍飛行学校令第27条の規定」とは、飛行機操縦の教育課程中に適正不足と判断され、戦技その他に適すると認められた操縦生徒が本人の志願によって転校することである。被教育者のうち入校前の部隊において営外居住者であった者の居住は校外に、営内居住者であった学生と生徒および下士官候補者は校内で居住することが定められた。
同年12月、天皇に直隷し航空兵科専門の教育を統轄する陸軍航空総監部が設立された。それにともない水戸陸軍飛行学校令が改正され（勅令第748号）、水戸陸軍飛行学校はそれまでの陸軍航空本部にかわり陸軍航空総監部が管轄する学校となった。
1939年（昭和14年）3月、学校施設の完成まで下志津陸軍飛行学校内に仮設置中であった水戸陸軍飛行学校は、本来予定されていた茨城県那珂郡前渡村（現在のひたちなか市新光町）に移転した。
1940年（昭和15年）4月、陸軍志願兵令（勅令第291号）、陸軍補充令改正（勅令第293号）などにより、それまで「少年航空兵」と通称されていた10代の下士官候補者が正式に少年飛行兵と命名された。同月、水戸陸軍飛行学校令が改正され（勅令第297号）、同校の被教育者のうち「航空兵科現役下士官ト為スベキ生徒」を「少年飛行兵、少年飛行兵ト為スベキ生徒」と改め「下士官候補者」を「航空兵科現役下士官ト為スベキ下士官候補者」とした。ほかに幹部候補生がそれまで同校の生徒の一種とされていたものを生徒から除外し、独自の区分とした。学校の編制は従来どおり陸軍航空総監に隷属する校長以下、幹事、本部、教育部、研究部、教育隊、材料廠、および学生である、ただし教育隊の構成は従来の下士官学生が除かれ、少年飛行兵、生徒、下士官候補者、幹部候補生となった。
水戸陸軍飛行学校の被教育者は通信学生、火器学生、下士官学生、下士官候補者の詳細は従来のまま変わらず、生徒と幹部候補生の条件が次のように変更された（1940年4月時点）。
- 生徒

通信に従事する少年飛行兵となるため必要な学術を修得する者。東京陸軍航空学校卒業者。
修学期間は約1年。通常毎年2回入校。
- 幹部候補生

地上勤務に関する学術を修得する者。各隊より分遣する航空兵科幹部候補生。
修学期間は甲種幹部候補生約1年、乙種幹部候補生約6か月。通常毎年1回入校。

### 通信部門の分離
1940年（昭和15年）7月末、水戸陸軍飛行学校令が改正を受け同日施行された（勅令第502号）。改正された学校令では教育、調査、研究、および試験の対象から通信が削除された。航空通信に関する教育と研究等は同年8月水戸校内に新設した陸軍航空通信学校へ移管され、同校は10月、近隣の東茨城郡吉田村（現在の水戸市中部）に移転した。
被教育者の区分も生徒が除外され、東京陸軍航空学校卒業者（少年飛行兵となる生徒）は通信、戦技分科ともに入校しなくなった。幹部候補生は従来まで甲種乙種ともに教育の対象であったものを甲種幹部候補生のみとした。学校の編制は従来どおり校長以下、幹事、本部、教育部、研究部、教育隊、材料廠、および学生であるが、教育隊に所属するのは甲種幹部候補生と下士官候補者のみとなった。
水戸陸軍飛行学校令改正による被教育者は次のとおり（1940年8月時点）。
- 甲種学生

飛行機用火器に関する学術を修習する者。航空兵科尉官。
必要に応じ、他兵科（憲兵科を除く）尉官を通信学生とすることも可（学校令第2条）。
修学期間は約6か月。通常毎年2回入校。
- 乙種学生

対空火器に関する学術を修習する者。航空兵科尉官。
必要に応じ、他兵科（憲兵科を除く）尉官を火器学生とすることも可（学校令第2条）。
修学期間は約6か月。通常毎年2回入校。
- 丙種学生

飛行機用火器に関する学術を修習する者。航空兵科下士官。
必要に応じ、他兵科（憲兵科を除く）下士官を火器学生とすることも可（学校令第2条）。
修学期間は約4か月。通常毎年2回入校。
- 丁種学生

対空火器に関する学術を修習する者。航空兵科下士官。
必要に応じ、他兵科（憲兵科を除く）下士官を火器学生とすることも可（学校令第2条）。
修学期間は約4か月。通常毎年2回入校。
- 幹部候補生

飛行機の武装、自動車、または高射機関銃に関する学術を修得する者。各隊より分遣する航空兵科甲種幹部候補生。
修学期間は飛行機の武装は約1年、自動車または高射機関銃は約6か月。通常毎年2回入校。
- 下士官候補者

飛行機の武装、自動車、または高射機関銃に関する学術を修得する者。各隊より分遣する航空兵科下士官候補者。
修学期間は飛行機の武装は約1年、自動車または高射機関銃は約5か月。通常毎年2回入校。
- その他

臨時に各兵科（憲兵科を除く）将校以下を召集し、必要な教育を行うことも可（学校令第5条）。

### 候補生教育中心へ
1943年（昭和18年）4月、水戸陸軍飛行学校令の改正が施行された（勅令第222号）。改正された学校令の第1条で水戸陸軍飛行学校は「航空関係ノ予備役将校ト為スベキ生徒ヲ教育スル所」とされた。学校令第1条はさらに前項のほか「学生ニ対空射撃及自動車ニ関スル教育ヲ受ケシメ」「対空射撃及自動車ニ関スル調査、研究及試験ヲ行フ」と定めた。
この改正の要点は学校の定義の第一を予備役将校となすべき生徒の教育とし、生徒を操縦候補生と甲種幹部候補生にしたことである。学校令第2条以下でも従来は学生に関する条項が先であったものを、今回の改正で生徒に関する条項を先とした。また被教育者から下士官候補者が除外された。陸軍では1940年（昭和15年）9月にそれまでの「歩兵科」「航空兵科」といった兵科区分を廃止し兵種としていたため、学校令中の文言も「航空兵科」から「航空関係」と改められている。学校の編制は教育隊のかわりに生徒隊が置かれ、校長、幹事、本部、教育部、生徒隊、材料廠、および学生となった。
水戸陸軍飛行学校令改正による被教育者は次のとおり定められた（1943年4月時点）。
- 生徒

航空関係の予備役将校に必要な教育を受ける者。各隊より分遣する操縦候補生および甲種幹部候補生。
修学期間は約6か月から約1年。操縦候補生は通常毎年1回入校、甲種幹部候補生は通常毎年2回入校。
- 射撃学生

対空火器に関する教育を受ける者。航空関係の尉官。
修学期間は約6か月。通常毎年2回入校。
- 自動車学生

自動車に関する教育を受ける者。航空関係の尉官。
修学期間は約4か月。通常毎年2回入校。
- その他

臨時に将校以下を召集し、必要な教育を行うことも可（学校令第4条）。
生徒の条件のうち操縦候補生とは1935年（昭和10年）に定められ、軍隊外で飛行機操縦の資格を得て高等教育機関を卒業し、予備役の操縦将校となるため教育を受ける者である。それまで教育を行ってきた岐阜陸軍飛行学校が廃止されたため、水戸校に教育が移管された。生徒は校内に起居し、各学生は校外に居住することになっていた。

### 仙台陸軍飛行学校
1943年（昭和18年）8月、水戸陸軍飛行学校の施設を利用して明野陸軍飛行学校分校が設置されることになり、同年9月より水戸陸軍飛行学校は宮城県名取郡（現在の名取市東南部から岩沼市東北部）にある名取陸軍飛行場に移転し、仙台陸軍飛行学校と改称した。同年10月8日付で水戸陸軍飛行学校令も改正（勅令第770号）が施行され、仙台陸軍飛行学校令となった。
1944年（昭和19年）5月、陸軍航空士官学校令外三勅令改正（勅令第343号）が施行され、その第2条により仙台陸軍飛行学校令も改正された。仙台陸軍飛行学校は「航空関係ノ予備役兵科将校ト為スベキ生徒及航空関係ノ現役兵科将校ト為スベキ学生ヲ教育スル所」と定められた。ここにおいて仙台陸軍飛行学校は、航空における陸軍予備士官学校に近い性格を持つ学校となった。ただし仙台陸軍飛行学校では生徒のほかに「現役兵科将校ト為スベキ学生」の教育も担当する点が異なっている。
現役兵科将校となすべき学生の教育とは、従来まで陸軍航空士官学校で一括して教育を行っていた航空関係少尉候補者の教育と、予備役の特別志願将校を現役に転役するための教育である。航空関係少尉候補者教育は分科ごとに各陸軍飛行学校あるいは各部隊での教育となり、仙台陸軍飛行学校においても教育を担当した。同時に特別志願将校の教育も陸軍航空士官学校から仙台陸軍飛行学校へ移管された。これにあわせ学校に学生隊が設置され、学校編制は校長、幹事、本部、教育部、生徒隊、学生隊、材料廠となった。生徒は校内の生徒隊に起居し、各学生は校外に居住することが原則とされたが、教育の充実のため学生を校内に起居させることが可能であった。
仙台陸軍飛行学校令改正による同校の被教育者は次のとおり（1944年5月時点）。
- 生徒

航空関係の予備役兵科将校に必要な教育を受ける者。各隊より分遣する操縦候補生および甲種幹部候補生。
修学期間は約6か月から約1年。操縦候補生は通常毎年1回入校、甲種幹部候補生は通常毎年2回入校。
- 学生

航空関係の現役兵科将校に必要な教育を受ける者。兵科（憲兵を除く）少尉候補者および特別志願将校。
修学期間は少尉候補者約6か月、通常毎年2回入校。特別志願将校約1年、通常毎年1回入校。
被教育者の条件はそれまで原則として航空兵種から採用していたものを、はじめから兵種を限定せず（憲兵を除く）入校させ教育することによって航空関係の予備役または現役の将校とすることになった。前年より航空が軍備の「超重点」とされたことで航空関係の人員の増加が必要となり、歩兵など他兵種から航空へ大量に転換するためである。1944年5月に入校した少尉候補者学生は4月に陸軍航空士官学校に入校し学校令改正のため仙台校へ転入した382名で、全員が航空以外の兵種である。この少尉候補者学生は副官、飛行場設定部隊、飛行場大隊（または飛行場中隊）の要員として航空関係の地上勤務者将校となる教育を受けた。
1945年（昭和20年）4月、太平洋戦争の戦況が悪化し、本土決戦のため陸軍航空総監部が閉鎖された。これにともなう「陸軍航空士官学校令外四勅令ノ臨時特例」（勅令第230号）の施行により仙台陸軍飛行学校は「当分ノ内」という条件で陸軍航空本部の管轄する学校となった。すでに陸軍航空関係の学校は大部分が教導飛行師団、教導整備師団、教導通信師団、航空師団等に軍隊化され、「陸軍飛行学校」として残っているのは仙台だけであった。
同年8月、日本政府はポツダム宣言の受諾を決定し、8月15日に太平洋戦争の終戦に関する玉音放送がされた。8月18日、全陸軍は与えられていた作戦任務を解かれ、仙台陸軍飛行学校は同月中に閉校となった。学校の根拠となる仙台陸軍飛行学校令は同年11月13日施行の「陸海軍ノ復員ニ伴ヒ不要ト為ルベキ勅令ノ廃止ニ関スル件」（勅令第632号）により廃止された。
仙台陸軍飛行学校の跡地は同年10月、アメリカ軍によって接収され、1956年（昭和31年）1月に返還されると防衛庁と運輸省が共同使用する飛行場となった。1964年（昭和39年）3月に第二種空港の指定を受け、現在は仙台空港として利用されている。
敷地内には1939年（昭和14年）創祀の航空神社があったが進駐軍に接収された後、神体は近隣にある下増田神社に合祀された。

## 年譜
- 1938年7月 - 下志津陸軍飛行学校内に水戸陸軍飛行学校を設置
- 1939年3月 - 水戸陸軍飛行学校を茨城県那珂郡へ移転
- 1940年8月 - 航空通信の教育と研究を陸軍航空通信学校へ移管
- 1943年9月 - 水戸陸軍飛行学校を宮城県名取郡に移転
- 1943年10月 - 水戸陸軍飛行学校を仙台陸軍飛行学校へ改称
- 1945年8月 - 終戦により閉校

## 歴代校長

### 水戸陸軍飛行学校
- 藤田朋 少将：1938年12月10日 - 1940年8月1日
- 中薗盛孝 少将：1940年8月1日 - 1941年10月15日
- 山中繁茂 少将：1941年10月15日 - 1943年1月3日
- 広田豊 少将：1943年2月25日 - 10月1日

### 仙台陸軍飛行学校
- 広田豊 少将：1943年10月1日 - 1945年2月20日
- 児玉久蔵 少将：1945年2月20日 -